# توني كير
توني كير (بالإنجليزية: Tony Kerr)‏ (21 ديسمبر 1987 في المملكة المتحدة - ) هو لاعب كرة قدم بريطاني في مركز الوسط. لعب مع منتخب إنجلترا لكرة القدم الشاطئية وEast Cowes Victoria Athletic A.F.C. ‏ وKitsap Pumas ‏.